# Hohl Gaulsgräben
Die Hohl „Gaulsgräben“ ist ein flächenhaftes Naturdenkmal in der Gemeinde Otzberg, Gemarkung Ober-Klingen, im Landkreis Darmstadt-Dieburg, Südhessen. Es wurde durch Verordnung vom 27. Mai 1959 als geologisches Naturdenkmal und Vogelschutzgehölz geschützt.

## Lage

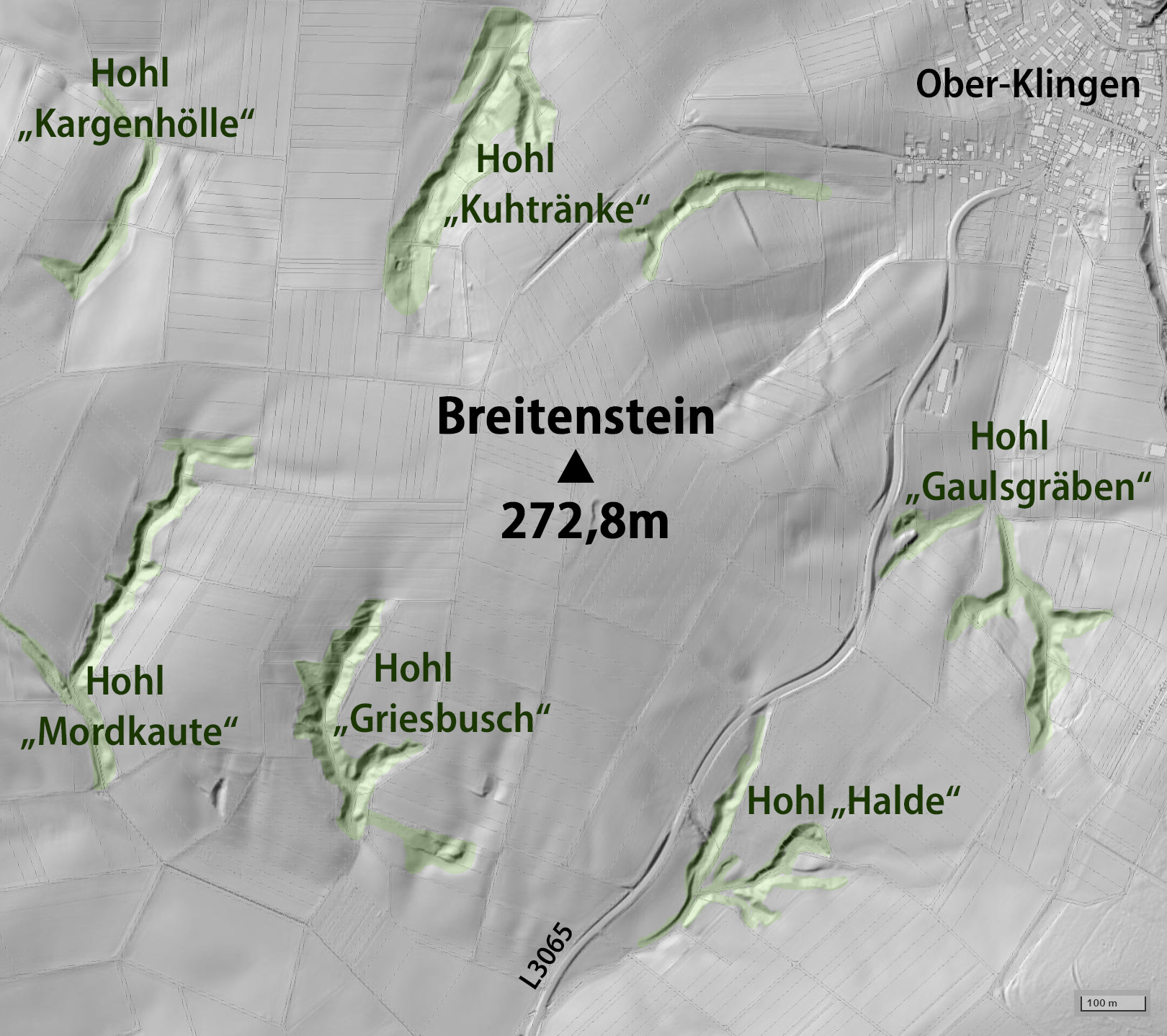
Die "Klinger Rechen" am Breitenstein

Das Naturdenkmal „Gaulsgräben“ liegt im Naturraum Reinheimer Hügelland im Teilgebiet 231.13 Südliche Reinheimer Buckel. Es befindet sich etwa einen Kilometer südlich von Ober-Klingen. Die in den Löss eingeschnittene Schlucht hat ein Gefälle nach Norden und weist zwei kürzere Seitentäler auf. Das 3,8526 ha große Naturdenkmal ist umgeben von der Feldflur und teilweise von Obstbaumbeständen.

### Klinger Rechen
Rund um den durch Vulkanismus entstandenen Breitenstein befinden sich insgesamt sechs naturgeschützte Schluchten. Sie sind in der Region auch als Klinger Rechen bekannt. Ihr Ursprung wird auf Auswaschungen des Löss-Bodens durch Grund- und Oberflächenwasser zurückgeführt. Die Schluchten rund um den Breitenstein sind:
- Hohl Kuhtränke
- Hohl Gaulsgräben
- Hohl Halde
- Hohl Griesbusch
- Hohl Mordkaute
- Hohl Kargenhölle

## Beschreibung
Die „Gaulsgräben“ sind etwa 400 Meter lang, bis 150 Meter breit und bis zu 6 Meter tief in den Löss eingeschnitten. Als Bodentypen kommen Parabraunerde und Braunerde aus Lösslehm über Gesteinen des Buntsandsteins vor. Der Boden am Grund des Lösstals ist stellenweise durch Grundwasser geprägt. Das Gebiet wurde  in früheren Jahrhunderten ackerbaulich genutzt, seit etwa 1900 ist es mit Gehölzen bewachsen. Der Wald besteht aus alten Eichen, Bergahorn, Kirsche, Esche, Kiefern, Buchen, sowie Beständen von standortsfremden Fichten. In der Krautschicht wachsen Einbeere und Großes Zweiblatt. Von Norden führt ein Hohlweg durch Wiesen mit Obstbäumen bis zu einem Buckel, der als Weide genutzt wird und durch Disteln und Stickstoff zeigende Brennnesselfluren auffällt. Hier wurde ein Lössabstich für Wildbienen und andere bodenbewohnende Insekten angelegt.
Die Gehölzbestände sind ein wichtiges Rückzugsgebiet für bedrohte Tier- und Pflanzenarten. Als Art der Roten Liste brütet die Turteltaube, unregelmäßig auch Neuntöter, Pirol und Rebhuhn. Außerdem kommen unter anderem Grauschnäpper, Gartenrotschwanz und Grasmückenarten vor.

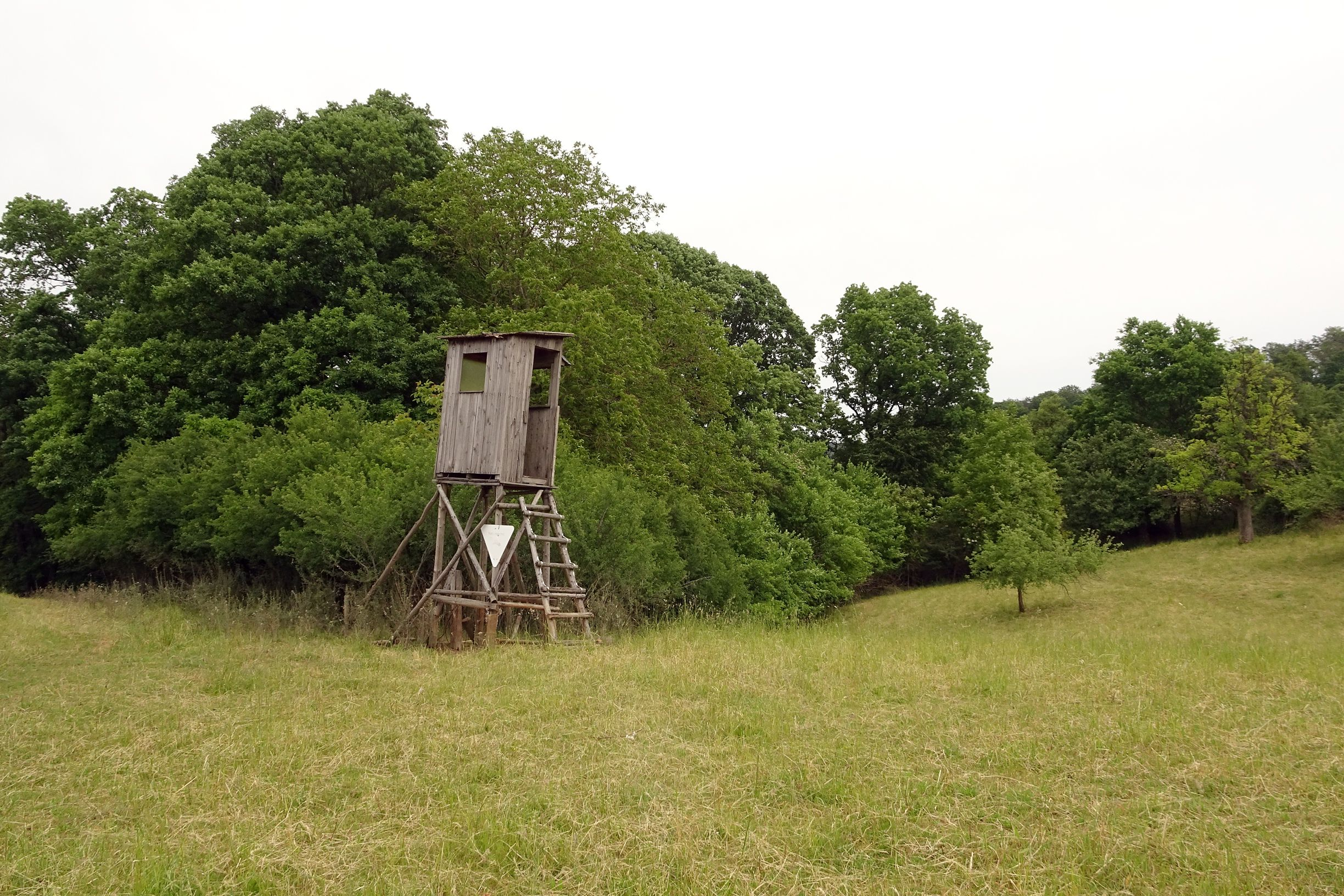
Südliches Ende der „Gaulsgräben“
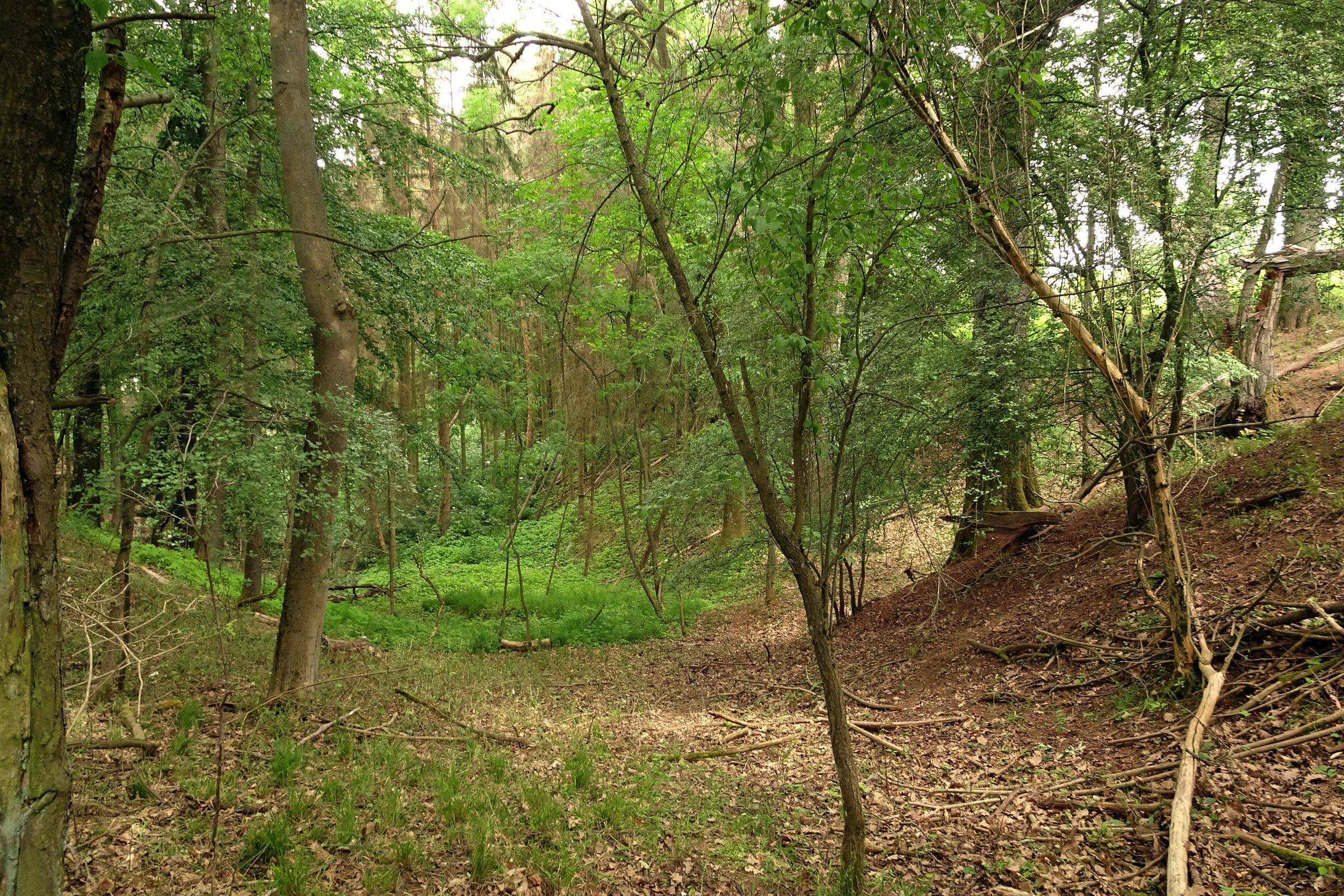
Im südlichen Teil der bewaldeten Löss-Hohle
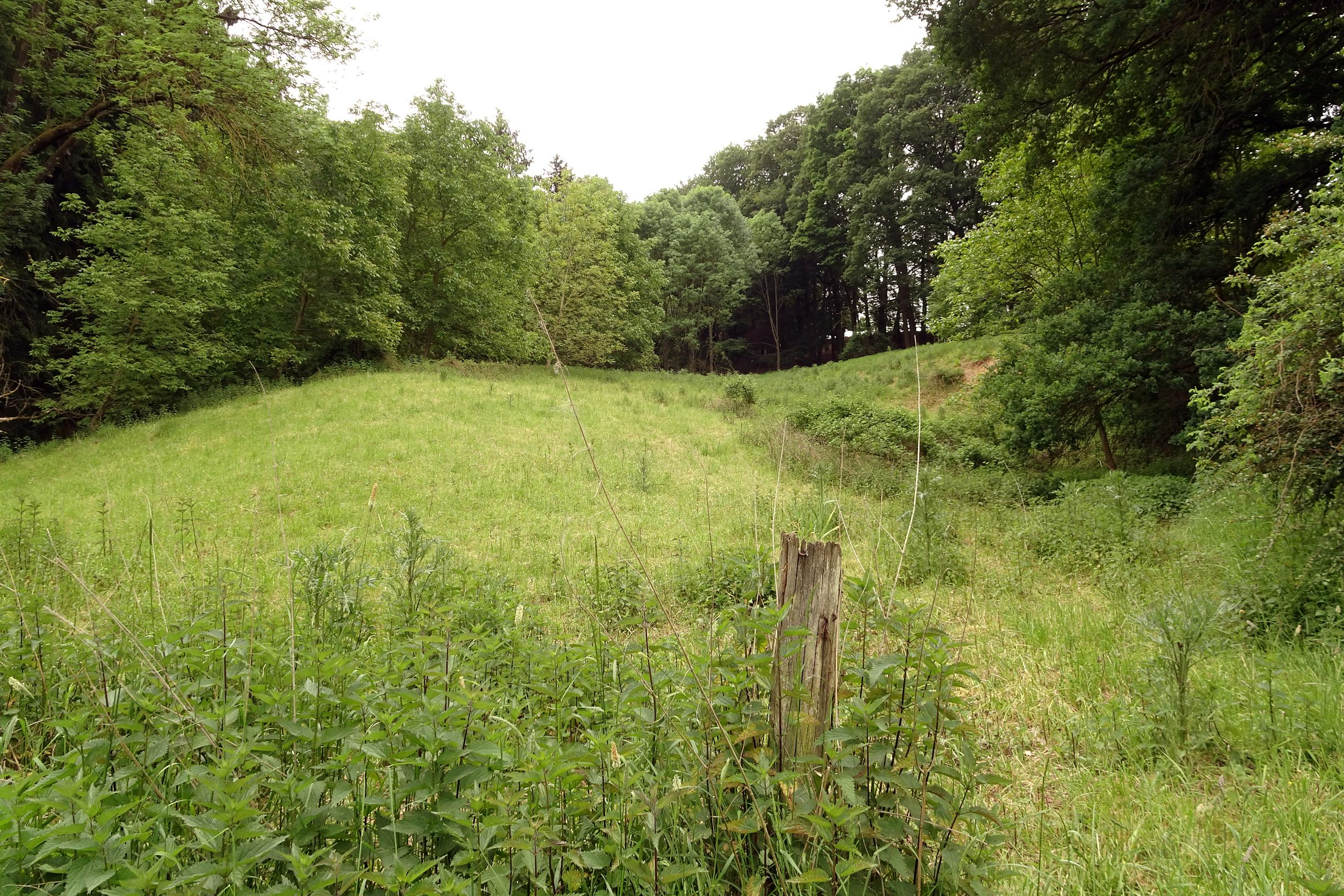
Beweideter Hang, rechts ein Löss-Abstich